# Gonionotophis brussauxi
Espèce
Synonymes
- Gonionotus brussauxi Mocquard, 1889
- Gonionotus vossi Boettger, 1892
- Gonionotophis vossi (Boettger, 1892)
- Heterolepis platycephala Matschie, 1893

Gonionotophis brussauxi est une espèce de serpents de la famille des Lamprophiidae. 

## Répartition
Cette espèce se rencontre :
- au Cameroun ;
- au Gabon ;
- en République du Congo ;
- en République démocratique du Congo.

## Liste des sous-espèces
Selon The Reptile Database (14 février 2014) :
- Gonionotophis brussauxi brussauxi (Mocquard, 1889)
- Gonionotophis brussauxi prigoginei Laurent, 1956

## Étymologie
Cette espèce est nommée en l'honneur d'Eugène Brussaux.

## Publications originales
- Mocquard, 1889 : Sur une collection de reptiles du Congo. Bulletin de la Société Philomatique de Paris, sér. 8, vol. 1, p. 145-148 (texte intégral).
- Laurent, 1956 : Contribution à l'herpétologie de la région des Grands Lacs de l'Afrique centrale. I. Généeralites, II. Cheloniens, III. Ophidiens. Annales du Musée du Congo Belge Zoologiques, sér. 8, vol. 48, p. 1-390.